# Special Encounter
Special Encounter ist ein Album von Enrico Pieranunzi, Charlie Haden und Paul Motian. Die Aufnahmen entstanden bei Studio-Sessions im Sonic Recording Studio in Rom am 6., 7. und 8. März 2003 und erschienen 2005 bei CAM Jazz.

## Hintergrund
Der italienische Pianist Enrico Pieranunzi hatte mit Charlie Haden bereits in den 1980er-Jahren zusammengearbeitet (Silence, u. a. mit Chet Baker); mit dem Schlagzeuger Paul Motian spielte er in den 1990er-Jahren zwei Alben ein, Untold Story und The Night Gone By, beide mit Marc Johnson. Zu Enrico Pieranunzis Album mit Haden und Motian bemerkte Ira Gitler, der die Liner Notes schrieb, dass diese Session ursprünglich dazu gedacht war, Balladen aufzunehmen. In seiner etwas abwechslungsreicheren Endform behalte Special Encounter diese Dämmerungsstimmung bei. Sie spielen drei Standards, fünf Originalkompositionen des Pianisten und drei Stücke von Haden. Mit Ausnahme eines lebhaften Laufs durch Hadens „Waltz for Ruth“, der ein wenig hervorsticht, hält Pieranunzi ein eher sanftes Tempo aufrecht und arbeitet eher mit Phrasierungen. Pieranunzi teilt die Song-Credits mit seinem Bassisten Charlie Haden.

## Titelliste
- Enrico Pieranunzi, Charlie Haden, Paul Motian: Special Encounter (C.A.M. Jazz CAMJ 7769-2)[2]

1. My Old Flame (Arthur Johnston, Sam Coslow) 5:15
2. You’ve Changed (Bill Carey, Carl Fisher) 4:22
3. Earlier Sea (Enrico Pieranunzi) 4:07
4. Nightfall (Charlie Haden) 6:25
5. Secret Nights (Enrico Pieranunzi) 2:52
6. Loveward (Enrico Pieranunzi) 6:56
7. Waltz for Ruth (Charlie Haden) 4:03
8. Miradas (Enrico Pieranunzi) 4:31
9. Hello My Lovely (Charlie Haden) 6:22
10. Why Did I Choose You? (Herbert Martin, Martin Leonard) 7:16
11. Mo-Ti (Enrico Pieranunzi) 4:22

## Rezeption
Scott Yanow vergab an das Album in Allmusic vier Sterne und schrieb: „Zwei der denkwürdigsten Nummern stammen vom Bassisten, wobei sowohl ‚Waltz for Ruth‘ als auch ‚Hello My Lovely‘ es verdienen, Standards zu werden. Die Musik ist insgesamt sanft, entspannt und lyrisch, aber niemals schläfrig. Diese Musiker wissen, wie man leise und leidenschaftlich spielt, eine seltene Fähigkeit. Special Encounter ist ein subtiler Genuss.“
Aaron Steinberg schrieb in JazzTimes, Pieranunzi „hält seine Melodien frei von überflüssigen Tönen und schiebt sie schlau beiseite. Er variiert auch seine Begleitung bei jeder Melodie, was diese Aufführung besonders hörenswert macht. Pieranunzis beste Momente sind jedoch kunstvolle Konglomerate netter Berührungen, vom sanften Auf und Ab ungerader Intervalle in seinen eigenen ‚Secret Nights‘ bis zur einzelnen Stakkato-Note, die in der Mitte einer fließenden Melodielinie auf ‚Why Did I Choose You?‘ platziert ist.“
Der Kritiker von All About Jazz notierte, „Special Encounter ist eine reduzierte Aufnahme, die durch das Fehlen der Hörner verhältnismäßig sparsam [Instrumeentiert] ist und eine besonders nachdenkliche Nachtstimmung hat.“ Diese Art von Weichheit und Zartheit erfordere eine seltene Art von Reife, Zurückhaltung und Weisheit, resümiert der Autor, Eigenschaften, die bei diesen drei erfahrenen Spielern im Überfluss vorhanden sind.